# Shevlin
Shevlin és una població dels Estats Units a l'estat de Minnesota. Segons el cens del 2000 tenia 160 habitants.

## Demografia
Segons el cens del 2000, Shevlin tenia 160 habitants, 69 habitatges, i 40 famílies. La densitat de població era de 77,2 habitants per km².
Dels 69 habitatges en un 33,3% hi vivien nens de menys de 18 anys, en un 46,4% hi vivien parelles casades, en un 4,3% dones solteres, i en un 42% no eren unitats familiars. En el 33,3% dels habitatges hi vivien persones soles el 10,1% de les quals corresponia a persones de 65 anys o més que vivien soles. El nombre mitjà de persones vivint en cada habitatge era de 2,32 i el nombre mitjà de persones que vivien en cada família era de 3,03.
Per edats la població es repartia de la següent manera: un 25% tenia menys de 18 anys, un 8,1% entre 18 i 24, un 31,9% entre 25 i 44, un 26,9% de 45 a 60 i un 8,1% 65 anys o més.
L'edat mediana era de 37 anys. Per cada 100 dones de 18 o més anys hi havia 110,5 homes.
La renda mediana per habitatge era de 30.000 $ i la renda mediana per família de 37.813 $. Els homes tenien una renda mediana de 23.750 $ mentre que les dones 20.000 $. La renda per capita de la població era de 20.015 $. Entorn del 6,7% de les famílies i el 12,6% de la població estaven per davall del llindar de pobresa.

## Poblacions més properes
El següent diagrama mostra les poblacions més properes.